# 영웅 증후군
영웅 증후군(영어: Hero Syndrome)은 보통 해결할 수 있는 절망적인 상황을 만들어, 영웅적 행위 또는 인정을 추구하는 사람들에게 영향을 미치는 현상이다. 또한 이는 방화 등의 범죄를 포함할 수 있다. 그리고 이 현상은 소방관, 간호사, 경찰, 프로그래머, 경비원 등의 공무원에 영향을 미치는 것으로 지적되고 있다. 영웅 증후군과 연결된 행위를 75개 이상의 소방관 방화범의 연방 연구에서 발견된 집행유예된 소방관이나 탐욕스러운 수준의 흥분이 만든 복수 같은 악의적인 의도의 행위로 혼동해서는 안 된다. 그러나, 영웅 증후군의 행위는 이전에 실패한 영웅적 행위와 연결되어 있다. 또한 영웅 증후군은 자기가치에 대한 보다 일반적인 열망일 수 있다.

## 판별
판별 방법은, 행위를 하는 사람들은 일반적으로 젊고 증명 또는 그들의 용기를 과시할 수 있는 기회를 찾고 있는 경우를 기반으로 개발되었다. 그러나 영웅 증후군에 공식적인 과학적 연구가 없다.

## 같이 보기
- 메시아 콤플렉스